# Клингенберг, Александр Михайлович
Алекса́ндр Миха́йлович Клингенбе́рг (1865—1909) — екатеринославский губернатор в 1906—1909 годах.

## Биография

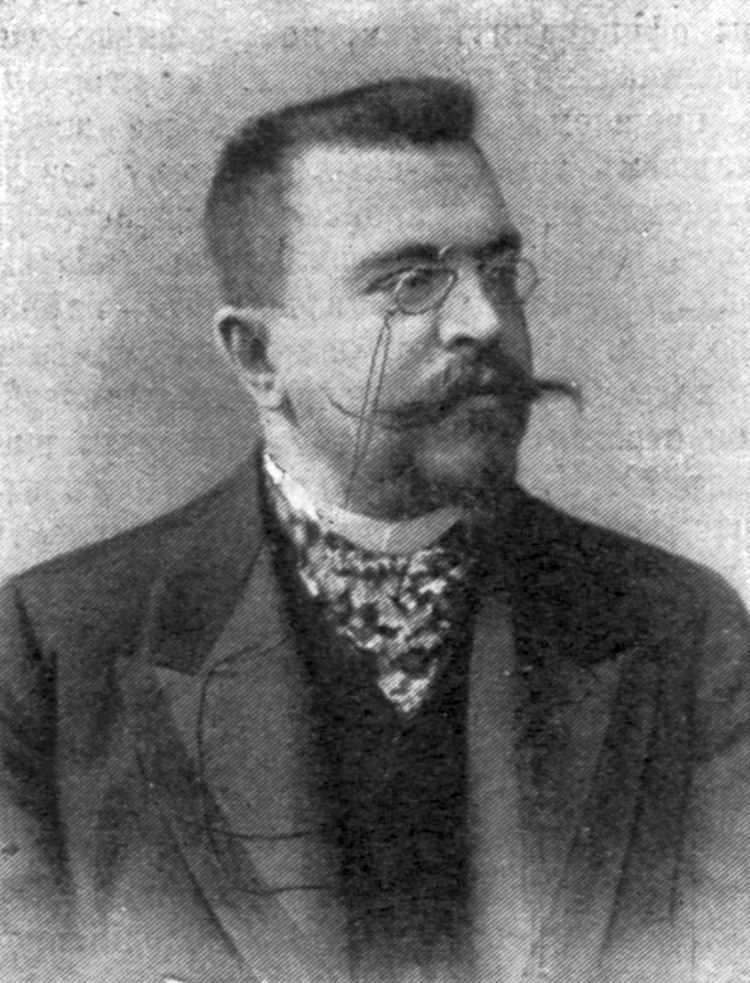
А. М. Клингенберг

Происходил из потомственных дворян Санкт-Петербургской губернии. Сын тайного советника Михаила Карловича Клингенберга, внук военного педагога генерала от инфантерии Карла Федоровича Клингенберга.
Окончил «Филологическую гимназию» при Санкт-Петербургском филологическом институте (1886) и юридический факультет Санкт-Петербургского университета с дипломом 1-й степени (1890).
По окончании университета поступил на службу по ведомству Министерства юстиции. 18 февраля 1891 года назначен кандидатом на судебные должности при прокуроре Харьковской судебный палаты. 1 октября того же года назначен исправляющим должность секретаря при прокуроре той же палаты, а 4 февраля 1892 года — и. д. секретаря при прокуроре Харьковского окружного суда. Затем последовательно занимал должности: судебного следователя 1-го участка Лубенского окружного суда (1894—1895), товарища прокурора Смоленского окружного суда (1895—1898), товарища прокурора Либавского окружного суда (1898—1899) и, наконец, товарища прокурора Санкт-Петербургского окружного суда (1899—1902).
23 ноября 1902 года назначен прокурором Екатеринославского окружного суда, а 7 августа 1904 года переведен на ту же должность в Киевский окружной суд. 10 февраля 1906 года назначен товарищем прокурора Киевской судебной палаты. 1 июля 1906 года назначен и. д. екатеринославского губернатора, в каковой должности был утвержден 1 января 1908 года. Дослужился до чина статского советника.
С 8 апреля 1907 года состоял товарищем председателя Екатеринославского епархиального отделения Императорского Православного Палестинского Общества.
Скончался 31 мая 1909 года от сыпного тифа самой тяжелой формы, заразившись при осмотре тифозных арестантских бараков. Был похоронен на Аскольдовой могиле.

## Семья
Был женат на Евгении Кирилловне Катеринич (1871—?), состоявшей действительным членом Киевского клуба русских националистов.

## Награды
- Орден Святой Анны 3-й ст.;
- Орден Святой Анны 2-й ст.

Иностранные:
- французский орден Почетного Легиона